# 독일어 접속법
독일어 접속법(Konjunktiv)은 원래 중문(重文, Satzverbindung)에 속하는 화법(Aussageweise)으로, 라틴어로는 '잇는다'는 뜻을 가진 'coniungere'에서 유래한 'modus coniūnctīvus'라고도 한다. 독일어 접속법은 직설법(Indikativ)과 명령법(Imperativ)과 함께 동사의 3대 서법(Modus) 중 하나이다. '가능형(Möglichkeitsform)'이라고 간주되면, 접속법 표현은 가능형의 범주에 속한다. 그러나 접속법은 어떤 무언가가 가능하다는 것을 가리키는 것은 아니다.
독일어에는 두 가지 접속법 양식이 있다. 두 양식은 그때마다 현재(Gegenwart), 과거(Vergangenheit), 미래(Zukunft)의 시제(Tempus, Zeitstufe)들로 세분화된다.
- 접속법 제1형(Konjunktiv I)은 주로 간접화법(indirekte Rede)에 사용된다.
- 접속법 제2형(Konjunktiv II)은 조건문(Bedingungssatz, Konditionalsatz)에 사용된다. 이외에도 접속법 제1형의 형태가 직설법 현재형(Indikativ Präsens)의 형태와 모습이 같을 때, 제1형 대신에 간접화법에서도 사용된다.

표준독일어에서는 직설법이 접속법을 대신하여 사용될 수 있다.

## 제1형
독일어 접속법 제1형은 형태상 인도게르만어(Indogermanische Sprachen)의 원망법(願望法, Optativ) 현재형으로 소급된다. 원망법은 독일어에서 접속법 역할을 맡았다.
(원망법접미사 *-yéh₁-는 *-ih₁-´로 어간모음이 교체됨, 음성음운법칙상 일반화된 게르만어계. *-ī-; 접속법 제2형에 의해 항상 그러함, 그것에 의해 이러한 게르만. *-ī-는 완료형어간(Perfektstamm)에 나타났다. 어간동사(thematisches Verb)에 유용하다. 어간음성(Themavokal) *-o-/-ó- + 원망법접미사 *-ih₁- > -o-yh₁-/-ó-yh₁-, 항상 부차어미와 함께). 다른 인도게르만 파생언어(indogermanische Folgesprache)에서 발견될 접속법은, 어근의 -é-단계와 함께 한 어간, 게르만어에는 없다.

### 구조
접속법 제1형 형태는 부정사 기본형의 어간(Wortstamm)으로 만들어진다. 어간은 부정사에서 '-(e)n'을 제외한 부분으로, 예를 들어 laufen의 lauf, sein의 sei에 해당한다.
어간에는 같은 인칭어미(Personalendung)가 붙는다. 약동사(schwaches Verb) 과거형(Präteritum)은 '-t-' 뒤에 붙는다. 유일한 예외는 'sein'이다. 이는 1인칭과 3인칭에서 어떤 어미도 없다.
아래는 제1형 인칭어미이며, 또한 그 예시로서 'sein', 'haben', 'können', 'müssen', 'wissen', 'wollen', 그리고 규칙동사(regelmäßiges Verb) 'installieren'과 'reden'의 활용변화(Konjugation)이다.
| 동사      | 동사 | sein | sein   | haben | haben  | können | können  | müssen | müssen  | wissen | wissen  | wollen | wollen  | installieren | installieren  | reden  | reden  |
| 인칭•수   | 어미 | 직설 | 접속I  | 직설  | 접속I  | 직설   | 접속I   | 직설   | 접속I   | 직설   | 접속I   | 직설   | 접속I   | 직설         | 접속I         | 직설   | 접속I  |
| --------- | ---- | ---- | ------ | ----- | ------ | ------ | ------- | ------ | ------- | ------ | ------- | ------ | ------- | ------------ | ------------- | ------ | ------ |
| ich       | ~e   | bin  | sei    | habe  | habe   | kann   | könne   | muss   | müsse   | weiß   | wisse   | will   | wolle   | installiere  | installiere   | rede   | rede   |
| du        | ~est | bist | seiest | hast  | habest | kannst | könnest | musst  | müssest | weißt  | wissest | willst | wollest | installierst | installierest | redest | redest |
| er/sie/es | ~e   | ist  | sei    | hat   | habe   | kann   | könne   | muss   | müsse   | weiß   | wisse   | will   | wolle   | installiert  | installiere   | redet  | rede   |
| wir       | ~en  | sind | seien  | haben | haben  | können | können  | müssen | müssen  | wissen | wissen  | wollen | wollen  | installieren | installieren  | reden  | reden  |
| ihr       | ~et  | seid | seiet  | habt  | habet  | könnt  | könnet  | müsst  | müsset  | wisst  | wisset  | wollt  | wollet  | installiert  | installieret  | redet  | redet  |
| sie       | ~en  | sind | seien  | haben | haben  | können | können  | müssen | müssen  | wissen | wissen  | wollen | wollen  | installieren | installieren  | reden  | reden  |

단 몇몇 동사는 접속법 제1형에 있어 상대적으로 강하게 그것의 직설법 현재형과는 구분된다.('sein', 'haben', 'können', 'müssen', 'wissen', 'wollen' 등, 1•3인칭 복수에서는 구분이 없음, 단 예외 'sind'/'seien' 제외). 'reden'의 경우, 3인칭 단수에서만 형태상 다른 여러 형태가 보인다. 직설법 현재형 인칭과 규칙 접속법 제1형 구조가 다를 때, 비로소 구분이 이뤄진다. 제1형은 지속되는 규칙 활용 문법 범주이다.
더 많은 시간과, 예를 들어 동작수동(Vorgangspassiv)은 구성될 수 있다. 동시에 접속법 제1형에서 조동사 sein, haben, werden은 필수적으로 들어간다.
|         | 능동                   | 능동                                    | 동작수동                      | 동작수동                                       |
| ------- | ---------------------- | --------------------------------------- | ----------------------------- | ---------------------------------------------- |
|         | 직설                   | 접속I                                   | 직설                          | 접속I                                          |
| 현재    | Du gehst               | Er sagte, dass du gehest                | Du wirst getragen             | Er sagte, dass du getragen werdest             |
| 완료    | Du bist gegangen       | Er sagte, dass du gegangen seiest       | Du bist getragen worden       | Er sagte, dass du getragen worden seiest       |
| 미래 I  | Du wirst gehen         | Er sagte, dass du gehen werdest         | Du wirst getragen werden      | Er sagte, dass du getragen werden werdest      |
| 미래 II | Du wirst gegangen sein | Er sagte, dass du gegangen sein werdest | Du wirst getragen worden sein | Er sagte, dass du getragen worden sein werdest |

### 활용

#### 간접화법
접속법 제1형은 특히 문어(Schriftsprache)에서 간접화법(indirekte Rede)으로 사용된다. 한 사람의 언어적 표현은 보고되는 것(Berichtende)에 의해 간접적으로 전달될 수 있다. 이를 간접화법, 드물게는 종속화법(abhängige Rede)이라고도 한다. 라틴어로는 'oratio obliqua'라고 한다. 이런 서법을 통해 두드러지게 되는 것은, 자기의 의견이나 인식이 자신의 물음이나 소망을 말하는 것이 아니라 제삼자의 발언이 그대로 표현된다는 것이다. 간접화법은 회의록, 보도문, 기타 이와 유사한 문장에서 자주 사용된다. 이런 간접화법을 통해, 화법은 전언(Sage), 의문(Frage, 간접의문문), 소망(Wunsch, 간접소망문)의 동사들에 의존하게 된다.
„Mein Bekannter sagt, er habe geheiratet.“ (내 아는 사람이 말하길, 그는 결혼했다고 한다.)
„Zum Zweck der Entschließung, ob zu handeln sei, hat er die Notwendigkeit genau zu prüfen.“ (거래/행동해야 할지, 결정을 위하여, 그는 필요성을 정밀하게 검토해야 한다.) (간접의문)
„Der Gläubiger stellt beim Gerichtsvollzieher den Antrag, dass die Zwangsvollstreckung betrieben werde.“ (간접소망)
간접화법에서 일반적으로 접속법 제1형 형태를 활용한다(coniunctivus obliquus). 직설형과 접속법 제1형이 같으면, 접속법 제2형 형태에 의지하여 언급된 것(Gesagte)의 간접성(Mittelbarkeit)을 확실히 표현한다. 해당하는 접속법 제2형(Konjunktiv-II-Forme)이 직설형과 같으면, 해당 제2형은 'würde'와 같이 사용된다. 표준독일어에서 직설형과 접속법 제1형 사이의 형태적 유사성은 1,3인칭 복수(wir/sie)에서 항상 나타나며, 1인칭 단수(ich)에서는 대부분 같으며 특히 규칙동사에서는 항상 같다. 독일어 방언에서는 직설법 동사형과 접속법 제1형 동사형은 구분되어 소리나는 반면, 표준어에서는 발음이 같다. 예를 들어, 슈바벤 방언(Schwäbischer Dialekt)에서  'i hab'(직설)과 'i häb'(접속I)은 모두 1인칭 단수 동사형이다. 이는 표준어 'ich habe'에 해당한다. 간접화법에서 3인칭 표현은 자주 표현된다.
- 전속성(Vorzeitigkeit, 부문장 시제가 주문장보다 앞서는 것) 표현은 접속법 제1형 과거형(Vergangenheitsform/Perfekt-Form des Konjunktivs I)을 사용한다.
- 동시성(Gleichzeitigkeit, 부문장 시제와 주문장 시제가 같음) 표현은 접속법 제1형 현재형(Gegenwartsform/Präsens-Form des Konjunktivs I)을 사용한다.
- 후속성(Nachzeitigkeit, 부문장 시제가 주문장보다 뒤에 오는 것) 표현은 접속법 제1형 미래형(Zukunftsform/Futur-Form des Konjunktivs I)을 사용한다.

독일어에서 접속법 제1형은 시제형(Tempusform)을 수용하지 않으며, 주문장(Hauptsatz)이 시제를 제시한다. 후속성, 동시성, 전속성 판단의 기준으로, 발언의 시점은 제삼자를 통해 중요해진다. 이는 간접표현 시점에 맞춰지진 않는다.
그런 이유로 인해 접속법 제1형에 있어 오로지 두 개의 시칭(Zeitform)을 마음대로 사용한다. 그것은 다음에 예시를 통해 명백해진다.

##### 사건과 제삼자 진술의 동시성
- (직) Tom sagt: „Ich gehe heute ins Kino.“

(간) Tom sagt, er gehe heute ins Kino. (= 접속법 제1형의 도움으로 표현한 간접화법. 사건과 Tom의 진술의 동시성때문에, 직설법 현재형에 맞춘 접속법 제1형이 취해진다.)
- (직) Tom sagte gestern: „Ich gehe ins Kino.“

(간) Tom sagte gestern, dass er ins Kino gehe. (= 접속법 제1형의 도움으로 표현한 간접화법. 사건과 톰을 통한 진술의 동시성때문에 접속법 제1형 현재형이 맞다.)
- (직) Tom berichtet: „Wir gehen in die Schule.“

(간) Tom berichtet, dass sie in die Schule gehen würden. (= 접속법 제1형과 'würde'의 도움으로 표현한 간접화법, 직설법 과거형에 맞춤. 접속법 제1형은 직설법 현재형에 맞춤, „sie gehen“으로 쓴다면 이는 직설형과 같아지기에, 접속법 제2형을 시도하여 이것이 „sie gingen“이 되면 이 역시 직설형에 해당하는 바, 또한 대리형(Ersatzform)을 würde와 함께 선택할 수 있다.)

##### 제삼자 진술과 관련된 사건의 전속성
- (직) Tom erzählt: „Wir waren gestern im Schwimmbad.“

(간) „Tom erzählt, dass sie gestern im Schwimmbad gewesen seien.“ (= 간접화법. 수영장의 방문이 Tom의 보고보다 앞섰다. 그래서 직설법 과거형에 맞춘 접속법 제1형을 사용한 것이다.)

##### 제삼자 진술과 관련된 사건의 후속성
- (직) Tom berichtete: „Daniel wird gleich in die Schule gehen.“

(간) „Tom berichtete, dass Daniel gleich in die Schule gehen werde.“ (= 간접화법. 학교 가는 일이 시간상 Tom의 진술보다 나중에 일어난다. 그래서 접속법 제1형 미래형이 맞다.)

#### 기타 활용
그외에도 접속법 제1형은 1,3인칭 단수와 복수형으로부터 소망형(Wunschform, Optativ)을 만든다. 이로 인해 어순은 종종 도치되기도 한다.
„Es lebe der König!“(국왕전하 오래 사시길, 즉 국왕전하 만세!)
„Dein Reich komme, Dein Wille geschehe.“(당신의 나라가 오시며, 당신의 뜻이 이뤄질 것이며, 즉 주님의 나라가 오시며, 주님의 뜻이 이뤄질 것이며)
가끔 이와 함께 그것은 대안 문장순서(Satzstellung)로 바뀐다.
„Bleibe die Liebe dir treu!“(삶이 항상 그대에게 충실하길! 즉 삶이 순탄하길!)
„Möge das Glück dich begleiten!“ (행운이 그대를 따르길!, 여기선 법조동사 'mögen'이 함께 쓰임)
접속법 제1형은 또한 요구형(Aufforderungsform) 혹은 명령형(Jussiv)에 대하여 사용시 3인칭 단수에 따른다.
„Man nehme, wenn man hat, ein halbes Pfund Butter.“(만약 있다면, 버터 반 파운드를 먹어라.)

##### 수학 텍스트
수학적 증명이나 문제 제기에서도 접속법 제1형을 자주 발견하게 된다. 이렇게 하여 한편으로는 (변수, 숫자 범위, 추측량, 혹은 그 성격 등) 전제(Voraussetzung)들이 여러 차례 제시된다. 그 전제는 뒤따르는 논증(Argumentation)에 대한 전제에 관계되지만, 보통은 실제로 증명된 것은 아니다. 다른 한편, 접속법 제1형은 간접요구(명령) 형태로 수학 문제의 풀이에 자주 사용된다.
„Es seien {\displaystyle x} und {\displaystyle y} zwei reelle Zahlen und es gelte {\displaystyle x<y}. Man zeige, dass es eine rationale Zahl {\displaystyle r} gibt, sodass {\displaystyle x<r<y}.“(x와 y는 두 실수라고 가정하며, x<y이다. x<r<y이라는 유리수 r이 있다는 것을 보여라.)
위에 언급된 출제문에서 이러한 통용되는 언어 방식은 부호 x와 y를 항상 확실하게 실수(reelle Zahl)로 의도하진 않는다는 것을 인지하게 한다. 이 과제에서는
이미 그러하다. 그외에도 x<y 이 과제에서는 더 많은 논증방식의 관계가 확립되는 것이 실수 x와 y의 모든 짝에 유효하지는 않다. „Man zeige, dass...“(~라는 것을 보여라.) 대신에, „Es ist zu zeigen, dass...“(~라는 것을 보여야 한다) 혹은 „Beweisen Sie, dass...“(~라는 것을 입증하시오)라는 표현이 자주 발견된다.

## 제2형
독일어 접속법 제2형(Konjunktiv II)은 비현실성(Nichtwirklichkeit, das Irreale)을 표현하며, 특히 조건문(Bedingungssatz) 혹은 조건적 부결문(konditionales Satzgefüge), 비현실적 결과문(irrealer Konsekutivsatz), 비교문(Komparativsatz, Vergleichssatz)에서 사용된다. 혹은 만약 접속법 제1형의 동사 형태가 직설법 현재형의 그것과 같다면, 간접화법에서 접속법 제1형의 대용으로 접속법 제2형이 사용된다. 몇몇 다른 방언(Sprache)에서는 제2형 대신에 완료형 원망법(Optativ des Perfekts)를 사용한다.

### 구조
접속법 제2형 현재형은 직설법 과거형(Indikativ Präteritum)에서 유도된 것으로, 직설법 과거형은 근원어(Grundsprache)로서의 완료형(Perfekt)을 계승한다. (원망법접두사 *-yéh₁-는 완료형에 붙으며, *-ih₁-´를 붙여 모음 변화를 일으킨다. 이는 음운법칙으로서 게르만어가 된다. *-ī-는 일반화된다.) 그렇기에 강동사(Starkes Verb)는 움라우트(umlaut) 가능성이 있는 어간모음(Stammvokal)과 함께 움라우트화된다.
- kommen → kam → käme
- singen → sang → sänge
- backen → buk → büke
- wachsen → wuchs → wüchse
- heben → hob → höbe

세번째 모음변화열(dritten Ablautreihe)에 해당하는 강동사의 일부에서는 신(新)고지독일어(Neuhochdeutsche)에서 통용되는 „a“는 과거형이 되었으며, 고(古)고지독일어(Althochdeutsche)에서 여전히 복수형으로 „u“로 표시되는 것은, 접속법 제2형 구조를 통하여 대부분 „ü“ 혹은 „ö“로 대체한다. 예를 들면
- sterben → starb → stürbe
- werfen → warf → würfe
- beginnen → begann → begönne 혹은 gewinnen → gewann → gewönne.

특정 경우에는 어간이 그렇게 변하여, 해당 인칭어미가 붙게 된다.
접속법 제2형 인칭어미는 마치 접속법 제1형에 의하여 강동사 „treffen“ (과거 traf~, 움라우트화 träf~)과 약동사 „installieren“ (과거 installiert~)에 근거하여 모범적으로 활용변화되는 것과 같다.
| 동사      | 동사 | treffen    | treffen    | installieren      |
| 인칭/수   | 어미 | 과거       | 접속II     | 과거/접속II       |
| --------- | ---- | ---------- | ---------- | ----------------- |
| ich       | ~e   | ich traf   | ich träfe  | ich installierte  |
| du        | ~est | du trafst  | du träfest | du installiertest |
| er/sie/es | ~e   | er traf    | er träfe   | er installierte   |
| wir       | ~en  | wir trafen | wir träfen | wir installierten |
| ihr       | ~et  | ihr traft  | ihr träfet | ihr installiertet |
| sie       | ~en  | sie trafen | sie träfen | sie installierten |

강동사 „treffen“은 접속법 제2형에 자기만의 움라우트화 어형변화(Flexion)가 있으며, 과거형과는 구별이 쉽게 가능하다. 이와 반대로, 규칙동사 „installieren“에 있어 두 형태가 완전히 같다. 이 경우, 보통 „würde-Form“으로 대신 사용된다.
과거완료(Plusquamperfekt), 미래제1형(Futur I), 미래제2형(Futur II)을 만드는 것은, 능동형(Aktiv)뿐 아니라 동작수동형(Vorgangspassiv)에서도 직설법 규칙에 응한다. 어형 변화된 조동사(Hilfsverb)는 주동사(Hauptverb) 대신에 접속법 제2형으로 만들어진다.
|          | 능동                   | 능동                     | 동작수동                       | 동작수동                       |
| -------- | ---------------------- | ------------------------ | ------------------------------ | ------------------------------ |
|          | 직설                   | 접속II                   | 직설                           | 접속II                         |
| 과거     | du gingst              | du gingest               | ich wurde getragen             | ich würde getragen (werden)    |
| 과거완료 | du warst gegangen      | du wärest gegangen       | ich war getragen worden        | ich wäre getragen worden       |
| 미래I    | du wirst gehen         | du würdest gehen         | ich werde getragen werden      | ich würde getragen werden      |
| 미래II   | du wirst gegangen sein | du würdest gegangen sein | ich werde getragen worden sein | ich würde getragen worden sein |

능동형 미래제1형은 점차 주로 그러한 목적으로 사용된다. 즉 원래 접속법 제2형을 만드는데 사용되는 것이다.(„würde-Form“)

### 활용

#### 비현실적 서법
접속법 제2형은 비현실적 서법(Irrealis)이라고도 한다. 제2형은 불가능하거나 비현실적인 조건(Bedingung) 혹은 그 조건의 결과(Bedingungsfolge)를 명명하기 위하여 혹은 표현하기 위하여 사용된다. 즉 자체로 가능한 몇몇 결과 하에, 인간으로서 부득이하게 불완전할 수 밖에 없는 결단의 결과로써, 재단사용(Ermessensgebrauch)을 통하여 하나의 정해진 결말을 제거하는 것이다. 조건과 그 결과에 대한 공식화를 통하여, 사실상 발생하지 않거나 불가능한, 혹은 확실한 사정에 대한 화자의 의심을 표시하는 상상(Vorstellung)과 소망(Wunsch)도 가능하게 한다.

##### 발생 불가능하거나 매우 비현실적인 조건
비현실적인 조건문은 wenn(~할 때)이나 falls(만약)이라는 단어와 함께 시작된다. 부문장은 1개의 조건을 제시하고, 그것의 (불가능 혹은 비현실적인) 발생은 무언가가 뒤따르게 한다. 그것은 주문장에서 드러난다. 주문장뿐 아니라 부문장에서도 접속법 제2형이 사용된다.
- „Wenn ich ein Vöglein wär’ und auch zwei Flüglein hätt’, flög’ ich zu Dir.“(만약 내가 작은 새 한 마리였다면 그리고 두 작은 날개가 있었다면, 나는 너에게 날아갔을 것이다.)

접속사(Konjunktion) wenn이나 falls가 탈락될 수 있으며, 그럴 때는 문장이 정동사(finites Verb)로 시작한다.
- „Wärest du früher aufgestanden, hättest du deinen Termin nicht verpasst.“(네가 더 일찍 일어났으면, 너는 기한을 놓치지 않았을 것이다.)

조건이 맥락으로부터 추론될 수 있으면, 부문장은 탈락될 수 있다.
- „Ich flöge nicht.“ (나는 날지 않을 것이다.)
- 맥락추론 : „Wenn ich an deiner Stelle wäre, flöge ich nicht.“(내가 네 입장이라면, 나는 날지 않을 것이다.)

부문장이 1개의 부정사구조(Infinitivkonstruktion), 1개의 전치사구조(Präpositionalkonstruktion), 혹은 문장들에 의해 sonst(그렇지 않으면)이나 aber(그러나)로 대체될 수 있다면, 같은 경우가 적용된다.
- „Es wäre besser, nicht zu fliegen.“(날아가지 않는 것이 더 좋을 것이다.)
- 부정사구조 없이 : „Es wäre besser, wenn du nicht flögest.“(만약 네가 날지 않는다면, 그것은 더 좋을 것이다.)

- „An deiner Stelle flöge ich nicht.“(너의 입장에선, 나는 날지 않을 것이다.)
- 전치사구조 없이 : „Wenn ich an deiner Stelle wäre, flöge ich nicht.“(내가 너의 입장에 있다면, 나는 날지 않을 것이다.)

- „Er flöge jetzt nach Amerika, aber er hat keinen Urlaub.“(그는 지금 미국으로 날아갔을 것이다. 그런데 그는 휴가가 없다.)
- Aber구조 없이 : „Wenn er Urlaub hätte, flöge er jetzt nach Amerika.“(그는 휴가가 있었다면, 그는 지금 미국으로 날아갔을 것이다.)

만약 조건결과(Bedingungsfolge)가 맥락으로부터 추론될 수 있는 것이라면, 주문장이 탈락될 수도 있다. 그러면서 부문장은 단순한 하나의 문장이 된다. 조건결과의 추론은 소망을 통해 가능하며, 그것의 발생은 불가능하거나 매우 비현실적이다.
- „Wäre ich doch ein begnadeter Künstler!“(그럼에도 나는 천부적인 예술가였다면!)
- 대신 : „Ich wäre sehr glücklich, wenn ich ein begnadeter Künstler wäre.“(만약 내가 천부적인 예술가였다면, 나는 매우 행복했을 거야.)

##### 발생 불가능하거나 매우 비현실적인 조건결과
또한 접속법 제2형은 특수한 조건-결과-관계(Bedingungs-Folgen-Zusammenhang)가 비현실적이거나 불가능할 때에도 용례를 발견한다. 한 조건결과의 발생이 있을 법 하지 않거나 불가능할 수 있는 것에 반해, 그 결과 자체는 비현실적이거나(비현실 결과문irrealer Folgesatz), 그 결과 자체가 조건에 해당하게 되어 몇몇 가능한 결과 하에서 한 선택의 평가(Auswahlermessen)를 갖고, 평가로 인하여 본래 가능한 결과를 제거한다. 중요한 것은, 조건결과에 있어 토대가 되는 조건은 현실이라는 것이다.
a) 비현실적 결과문(Irrealer Folgesatz)
비현실적 결과문에서 결과는 불가능하거나 비현실적이나, 조건발생(Bedingungseintritt)은 있을 수 있는 일이고, 결과는 한 판단의 시행을 통하여 탈락하지는 않는다.
„Ich trank so viel, dass mein Kopf beinahe explodiert wäre.“(나는 술을 엄청 마셔서, 머리가 거의 폭발할 것 같았다.)

-> 조건발생인 '나는 술을 엄청 마신 것'은 있을 수 있는 일이지만, 조건결과인 '머리가 폭발할 것 같다'는 것은 비현실적이다.
„Niemand ist so klug, als dass er alles wüsste.“(아무도 영리하지 않아서, 그가 모든 것을 알 것 같다.)

-> 조건발생인 '아무도 영리하지 않다'는 있을 수 있는 일이지만, 조건결과인 '그가 모든 것을 안다'는 것은 비현실적이다.
b) 판단으로 인한 원래 가능한 결과의 제거
확실하고 있을 법한 조건결과 하나가, 몇몇 있을법한 조건결과 하에서, 하나의 비현실적인 판단적용(Ermessensgebrauch) 때문에 발생되지 않는다면, 이러한 경우군(Fallgruppe)이 있다. 판단으로 인하여 자체로는 가능한 결과를 제거하는 것은, 자연과학적 인과관계(naturwissenschaftlicher Ursachenzusammenhang)에서는 있을 수 없지만, 오히려 인간적인 결정에서만은 가능하다. 판단을 실행할 수 있는 바로 그것이 단 하나, 즉 확실한 판단결정(Ermessensentscheidung)이 비현실적이어야 한다는 것을 제거하며, 또한 양보문(Einräumungssatz)으로 말한다.
„Sie ist viel zu ehrgeizig, als dass sie aufgäbe.“(그녀는 포기하기에는 공명심이 너무 많다.)
„Auch wenn der Täter verurteilt (werden) würde, verziehe ich ihm nicht.“(범인이 유죄판결을 받게 된다 해도, 나는 그를 용서하지 않을 것이다.) (양보문)

##### 비현실적 비유문
„Ich fühlte mich, als wäre ich alleine auf der Erde.“(내가 느끼기에, 마치 나는 지구에 혼자 있는 것만 같다.)

##### 주저, 문제에 대한 의심, 추측, 확증
„Wär’s möglich? Könnt’ ich nicht mehr, wie ich wollte?“(그것이 가능할까? 내가 하고 싶은대로 나는 더 이상 할 수 없을까?) (프리드리히 쉴러(Friedrich Schiller), 발렌슈타인(Wallenstein) 중에서)(Wär’s = Wäre es, Könnt’= Könnte)

#### 존칭형
그밖에도 접속법 제2형은 존칭형(Höflichkeitsform)으로도 사용한다. 그것은 다른 사람에게 부탁을 청할 때, 그렇게 사용된다.
- (명령형) Erledigen Sie das für mich!(당신은 저를 위해 이를 해결하세요!)
- (존칭부탁형) Könnten Sie das für mich erledigen?(당신은 저를 위해 혹시 해결해 주실 수 있나요?)
- (직설의문형) Können Sie das für mich erledigen? (당신은 저를 위해 해결할 수 있나요?)

- (직설의문형) Haben Sie einen Moment Zeit?(당신은 시간이 좀 있나요?)
- (존칭부탁형) Hätten Sie einen Moment Zeit?(당신은 시간 좀 내주실 수 있나요?)

다른 한편, 접속법 제2형은 자기 자신과 관련하여 겸양형(Bescheidenheitsform)으로 기능할 수 있다.
Zum anderen kann der Konjunktiv II als Bescheidenheitsform in Bezug auf sich selbst fungieren:
- (직설법) Ich will ein Bier.(나는 맥주를 원한다.)
- (겸양법) Ich hätte gerne ein Bier.(나는 맥주를 먹었으면 좋겠다.)
- 혹은 Ich möchte gerne ein Bier.(나는 맥주를 좋아하는데.)

- (직설법) Ich will ins Kino gehen.(나는 극장에 가고 싶다.)
- (겸양법) Ich würde gerne ins Kino gehen.(나는 극장에 가보려 하는데.)

- (직설법) Ich schlage vor, dass wir noch eine Nacht darüber schlafen.(나는 제안한다, 우리가 하룻밤을 더 자야 한다는 것을.)
- (겸양법) Ich würde vorschlagen, dass wir noch eine Nacht darüber schlafen.(내가 제안 하려는 것은, 우리가 하룻밤을 더 자야 한다는 것이다.)

가능형(Möglichkeitsform)은 여기에서 소망이나 권리 요구를 정중하게 완곡하게 하려는 목적으로 기능한다.

### 간접화법 접속법 제2형

#### 접속법 제1형 대용
직설법 현재형이 사용되는 경우와 접속법 제1형을 사용하는 것이 맞는 경우가 일치하기에, 직설법 현재형과의 혼동을 예방하고자 접속법 제1형은 접속법 제2형을 통하여 대체될 수 있다. 특히 1인칭 단수와 1·3인칭 복수가 자주 가능성이 있다.

#### 통지 내용에 대한 의심의 표현
화자는 자신이 알리는 것에 대하여 의심을 가지고 있거나 그것이 틀리다고 생각하면(평가나 거리두기가 내포됨), 많은 문법에서는 간접화법에서 접속법 제2형도 더 나아가 사용된다는 법칙(Regel)이 존재한다. 예시는 다음과 같다.
- „Paula sagte, sie hätte fleißig gelernt.“ (파울라는 자신은 열심히 배웠다고 말하였다.)(그러나 화자는 이를 아니라고 여기고 있다.).
- „Rosa meinte, das ließe sich nicht ändern.“ (로자는 그것을 바뀔 수 없을 거라 생각하였다.)(화자는 반대에 의해 설득되고 있다.)

그러나 언어학(Sprachwissenschaft)에서 이러한 법칙은 논쟁의 여지가 있다. 많은 언어학자들은 이러한 접속법 제2형 기능에 대하여 긍정적인 답을 내린다. 그러한 기능에서 최소한 접속법 제2형은 현존하는 명백한 접속법 제1형을 대체한다. 다른 이들은 이러한 접속법 제2형의 해석을 근거 없다는 이유로 부정한다. 혹은 접속법 제1형과 제2형의 사용을 오히려 어역(Sprachebene)에 좌우된다든지 혹은 지역적 구분에 좌우된다고 본다. 구어(gesprochene Sprache)에서는 명백한 접속법 제1형을 마음대로 사용한다 해도, 접속법 제2형의 사용이 실제로는 더 빈번하며, 심지어 일부는 우선적으로 사용하기도 한다.  이러한 혼란스러운 접속형 사용때문에, 개별적인 의미구분은 거의 명확하지 않으며, 어쨌든 일반적으로는 인정받지 않는다. 연구논문들에서 보여준 바, 신문용어(Zeitungssprache)에서 간접화법에서 더 강력한 거리두기를 위해 접속법 제2형을 사용하는 것은 명백하지 않다. 결국 특히 맥락에 있어 더 그러하다. 맥락으로 인하여, 보고 가운데에서 화자의 거리두기는 명백해진다.

### '접속법 제3형': würde 대용
접속법 제2형이 직설법 과거형과 일치함에 따라 혼동을 초래할 수 있다면, 'werden'의 접속법 제2형 현재형 'würde'를 이용한 조동사 구조를 선택할 수 밖에 없다. 접속법 제1형이 직설법 현재형과 일치하여 접속법 제2형으로 대체되어도 과거형에서 파생된 접속법 제2형 동사 표준형(Normalform)마저 직설법 과거형과 동일하다면, 이른바 'würde 접속법(würde-Konjunktiv)' 대용은 간접화법 구조 형성에서 모순 없이 허용된다.
정확한 용어로 하자면, 그것은 원래 '접속법 제2형 미래형(Futurformen des Konjunktivs II)'에 해당한다. 그것은 그 기능을 바꾼 후에 독일어 미래형(Zukunft)이 갈수록 '현재형 + 미래를 나타내는 어휘(내일morgen, 모래übermorgen, 2년 내in zwei Jahren...)'로 표현되고 있는 가운데, 이른바 '접속법 제3형(Konjunktiv III)'이라고 하는데 이 용법은 마를리스 베허(Marlis Becher)와 헤닝 베르겐홀츠(Henning Bergenholtz)의 1985년 연구와 카를-하인츠 바우쉬(Karl-Heinz Bausch)의 1979년 연구에 의한 것이다. 이에 관하여서는 독일어 조건법(Konditionalis)도 참조할 수 있다.
- Er sagte: „Ich werde das gerne machen.“ (그는 말했다. "나는 그걸 즐겨할 것이다.")

이 문장은 다음과 같이 간접화법으로 바꿀 수 있다.
- Er sagte, er werde das gerne machen. (그가 말했길, 그는 그것을 즐겨 할 것이라고 하였다.) (접속법 제1형)

혹은 다음과 같이 표현할 수도 있다.
- Er sagte, er würde das gerne machen. (그가 말했길, 그는 그것을 즐겨 할 것이라고 하였다. (접속법 제2형)

이 문장은 직설법 과거형에서 파생된 것이다. 그러나 이 형태는 문법적으로 보면 정확하지 않으며, 오히려 구어(Umgangssprache) 영역에 속한다. 특히 그것과 함께 의미변화(Bedeutungswandel)가 결합되면서, 그로 인해 이제는 소망형(Wunsch)이 표현되는 반면, 정확한 형태로는 의향(Absicht)이 표시된다.
würde 접속형 조성
예시 : gehen(가다)
| 부정사 | 직설법 과거형 | 접속법 제2형   |
| ------ | ------------- | -------------- |
| gehen  | er ging       | er würde gehen |

예시 : gehen(가다)
| 부정사 | 직설법 대과거형 | 접속법 제2형           |
| ------ | --------------- | ---------------------- |
| gehen  | er war gegangen | er würde gegangen sein |

예시 : singen(노래하다)
| 부정사 | 직설법 대과거형   | 접속법 제2형            |
| ------ | ----------------- | ----------------------- |
| singen | er hatte gesungen | er würde gesungen haben |

## 구어
(알레만 방언권을 제외한) 구어에서 접속법 제1형은 오늘날 거의 사용되지 않는다. 그 자리에 직설법이 자주 들어가기도 하고, 혹은 접속법 제2형이 들어가기도 한다.
- „Er sagte, dass er ins Theater gehe.“ (접속법 제1형)

이 대신에 아래와 같이 사용된다.
- „Er hat gesagt, dass er ins Theater geht.“ (직설법 현재형)

구어에서는 대부분 würde형이 접속법 제2형으로 사용된다.
- „Er sagte, dass er ins Theater ginge.“ (접속법 제2형)

이 대신에 아래와 같이 사용된다.
- „Er hat gesagt, dass er ins Theater gehen würde.“ (würde형)

바이에른 방언(Bairischer Dialekt)에서는 접속법 제2형이 형태소(Morphem) '-àt-'와 함께 구성되어, 예를 들면 표준독일어 finden(찾다)의 1,3인칭 단수 접속법 제2형 'fände'는 바이에른 방언에서는 'findàt'으로, fragen(묻다)의 접속법 제2형으로 'würde fragen' 의미에 해당하는 'fragte'는 'frågàt' 등으로 쓴다. 물론 그와 더불어 또한 불규칙형 혹은 형태소 '-àt'을 첨부한 불규칙형이 존재한다. 'gàng', 'fànd' 그리고 'gàngàt', 'fàndàt' 등이 있다. 이는 표준독일어로 각각 'ginge'와 'fände'에 해당한다. 반대로 고지독일어에서는 würde 접속법이 점차 접속법 제1형과 제1형을 밀어내고 있고, 그에 따라 많은 것에서 이미 접속법 제3형이라는 자체적인 구조적 시스템으로 합쳐지고 있다.

## 같이 보기
- V1 어순
- 겸자구조
- 독일어
- 독일어 관사
- 독일어 대명사
- 독일어 동사
- 독일어 동사활용
- 독일어 명사
- 독일어 명사화
- 독일어 문법
- 독일어 문장 구조
- 독일어 문장 유형
- 독일어 발음
- 독일어 병렬 생략
- 독일어 부사구
- 독일어 불변화사 목록(1996년 정서법 개정안)
- 독일어 양태불변화사
- 독일어 접두사동사 및 불변화사동사
- 독일어 접속법
- 독일어 정서법
- 독일어 주어 내부 생략
- 독일어 태
- 독일어 형용사
- 독일어 환치사